# Pterophorus deprinsi
Pterophorus deprinsi is een vlinder uit de familie vedermotten (Pterophoridae). De wetenschappelijke naam van de soort is voor het eerst geldig gepubliceerd in 1990 door Arenberger.